# 리야드 샤라힐리
리야드 모하메드 모하메드 후사미 샤라힐리(아랍어: رياض محمد محمد حسامي شراحيلي, Riyadh Mohammed Mohammed Husami Sharahili, 1993년 4월 28일 ~ )는 사우디아라비아의 축구 선수로, 현재 사우디 프로페셔널리그의 알샤바브와 사우디아라비아 축구 국가대표팀에서 미드필더로 뛰고 있다.